# غلامحسین امیری قراگوزلو
غلامحسین امیری قراگوزلو (پیرزاد) (زاده ۱۲۸۸ همدان) از خوانین و مالکان همدان و نماینده دو دوره شانزدهم و هجدهم همدان در مجلس شورای ملی بود. امیری قراگوزلو در سال ۱۳۳۹ در دوره بیستم از حوزه انتخابیه تازه‌تاسیس رزن نامزد شد و به عنوان اولین نماینده رزن وارد مجلس شورای ملی شد. 
پدرش محتاجعلی خان ملقب به امیرارفع و اجلال‌الممالک پسر عبدالله خان امیرنظام از خوانین قراگوزلو و مالکان بزرگ همدان بودند. تحصیلات خود را در همدان آغاز کرد و برای ادامه تحصیل به لبنان رفت. پس از فارغ‌التحصیلی از دانشگاه آمریکایی بیروت در رشته حقوق به ایران بازگشت و در شرکت نفت ایران و انگلیس استخدام شد.
غلامحسین قراگوزلو در انتخابات دوره شانزدهم مجلس شورای ملی در سال ۱۳۲۸ به نمایندگی همدان انتخاب شد. این دوره با جنبش ملی شدن نفت و نخست‌وزیری محمد مصدق همزمان شد. قراگوزلو از ملی شدن نفت حمایت کرد و در انتخابات دوره هفدهم در سال ۱۳۳۱ نیز برای راه یافتن به مجلس شرکت کرد اما انتخابات همدان متوقف و باطل شد و او به شرکت نفت بازگشت. پس از ۲۸ مرداد ۱۳۳۲ غلامحسین قراگوزلو بار دیگر در دوره هجدهم به نمایندگی از همدان به مجلس شورای ملی رفت. 
غلامحسین امیری قراگوزلو در دوره بیستم مجلس شورای ملی در سال ۱۳۳۹ از حوزه انتخابیه تازه تاسیس رزن نامزد شد و به عنوان اولین نماینده رزن وارد مجلس شورای ملی شد. هر چند این دوره دوامی نیاورد و به درخواست نخست وزیر امینی و سپس دستور محمدرضا شاه پهلوی برای بازنگری در قانون انتخابات مجلس در اردیبهشت ۱۳۴۰ منحل شد. 
در سال ۱۳۳۱ عمویش حسینقلی خان امیرنظام درگذشت و سرپرستی موقوفه‌های خانوادگی در کبودراهنگ همدان به او رسید. عموی دیگرش منصورعلی خان سرداراکرم قراگوزلو داماد وثوق‌الدوله بود.